# Макгиллский университет
Макгиллский университет или Университет Макгилла (англ. McGill University, фр. Université McGill) — государственный исследовательский университет, расположенный в городе Монреаль, провинция Квебек. По состоянию на 2019 год в Университете Макгилла работает около 1 700 преподавателей и учится около 40 000 студентов. Почти 30% студентов являются иностранцами; большинство иностранных студентов приходится на Китай, США и Францию. Число студентов относится к числу преподавателей как 13:1.
Университет Макгилла считается одним из лучших канадских университетов. По данным QS World University Rankings 2025, университет занимает второе место в Канаде после Университета Торонто и 29 место в мире. Согласно Times Higher Education World University Rankings 2025, университет занял третье место в Канаде и 45 место в мире. Согласно Academic Ranking of World Universities 2024, университет занял третье место в Канаде и 74 место в мире.
Среди выпускников Университета Макгилла — двенадцать нобелевских лауреатов, трое астронавтов, трое канадских премьер-министров, тринадцать членов Канадского Верховного Суда, двадцать восемь послов и столько же Олимпийских медалистов, четверо глав иностранных государств, президенты Стэнфордского университета и университета Британской Колумбии, а также вице-канцлер Кембриджского университета в Великобритании.
Эндаумент (целевой капитал) Университета Макгилла составляет 1,610 млрд канадских долларов. Университет Макгилла входит в Ассоциацию американских университетов, Ассоциацию университетов Содружества, Ассоциацию теологических школ США и Канады, Университет Арктики и др.

## История
Университет был основан в 1821 году на основании Королевской Грамоты, выданной британским королем Георгом IV. Университет носит имя Джеймса Макгилла, преуспевающего монреальского торговца шотландского происхождения. Помещения для университета (в то время Колледжа Макгилла) расположились в усадьбе Бёрнсайд Плейс (англ. Burnside Place), отошедшей «Королевскому институту развития учения» вместе с 10 000 фунтов стерлингов по завещанию Джеймса Макгилла в 1813 году. Первые корпуса для университета построены в 1843 году. К 1848 году в колледже обучалось всего 15 студентов.
Университет Макгилла также известен как родина хоккея с тех пор как в 1877 году группа студентов изобрели первые 7 правил игры.
Первые канадские заочные курсы появились в начале XX века. Именно тогда Университет Макгилла в Монреале пошёл навстречу учителям, которые не имели возможности посещать его очное отделение. В 1920 году Министерство образования Британской Колумбии вняло призывам жителей удаленных районов, и появились первые такие курсы на уровне провинции. В 1941 году канадские фермеры в прериях впервые услышали радиотрансляции учебных программ.
В 1966 году недалеко от университета была открыта станция Макгилл Монреальского метрополитена.

## Структура
Университет Макгилла состоит из 9 крупных факультетов, двух отдельных школ, а также одного отдела, отвечающего за обучение последипломников и постдоков.
- Инженерное здание имени МакдоналдаИнженерный факультет (основан в 1933 году, отсоединившись от Факультета наук[12], англ. Faculty of Engineering), который состоит из Института аэрокосмической техники им. Макгилла (англ. McGill Institute for Aerospace Engineering), Отделения механики (англ. Department of Mechanical Engineering), Отделения электротехники и компьютерной инженерии (англ. Department of Electrical and Computer Engineering), Школы городского планирования (англ. School of Urban Planning) и др.
- Отдел последипломного и постдокторского образования
- Факультет искусств (англ. Faculty of Arts, основан в 1843 году[13]), который состоит из Института исследования международного развития (англ. Institute for the Study of International Development), Отделения лингвистики (англ. Department of Linguistics), Отделения антропологии (англ. Department of Anthropology), Школы социальной работы (англ. School of Social Work), Центра французского языка (англ. French Language Centre) и др.
- Факультет медицины (англ. Faculty of Medicine, основан в 1829 году[14]), который состоит из Отделения офтальмологии (англ. Department of Ophthalmology), Отделения анестезии (англ. Department of Anesthesia), Отделения биоинженерии (англ. Department of Biomedical Engineering), Отделения хирургии (англ. Department of Surgery), Школы сестринского дела им. Ингрэма (англ. Ingram School of Nursing) и др.Музей Редпат на территории университета
- Факультет наук (англ. Faculty of Science, основан в 1882 году, отсоединившись от Факультета искусств[15]), который состоит из Музея Редпат (англ. Redpath Museum), Отделения физики (англ. Department of Physics), Отделения математики и статистики (англ. Department of Mathematics and Statistics), Отделения наук о Земле и планетологии (англ. Department of Earth and Planetary Sciences), Школы информатики (англ. School of Computer Science) и др.
- Факультет образования (англ. Faculty of Education, основан в 1857 году[16]), который состоит из Отделения образовательной и консультирующей психологии (англ. Department of Educational and Counselling Psychology), Исследовательского центра физической активности и здоровья им. Макгилла (англ. McGill Research Centre for Physical Activity and Health (PATH)), Отделения кинезиологии и физического воспитания (англ. Department of Kinesiology and Physical Education) и др.
- Факультет права (англ. Faculty of Law, основан в 1848 году[17]), который состоит из Центра по правам человека и правовому плюрализму (англ. Centre for Human Rights and Legal Pluralism), Института воздушного и космического права (англ. Institute of Air and Space Law), Института сравнительного правоведения (англ. Institute of Comparative Law) и др.
- Факультет сельскохозяйственных и экологических наук (англ. Faculty of Agricultural and Environmental Sciences, основан в 1906 году), который состоит из Института паразитологии (англ. Institute of Parasitology), Отделения наук о природных ресурсах (англ. Department of Natural Resource Sciences), Отделения науки о еде и сельскохозяйственной химии (англ. Department of Food Science and Agricultural Chemistry), Школы питания человека (англ. School of Human Nutrition) и др.
- Факультет стоматологии (англ. Faculty of Dentistry, основан в 1920 году, отсоединившись от Факультета медицины[18]), который состоит из Центра по исследованию боли (англ. Centre for Research on Pain) и множества лабораторий.
- Факультет управления им. Дезотеля (англ. Desautels Faculty of Management, основан в 1968 году, отсоединившись от Факультета искусств[19]), предоставляет образование во многих областях управления и коммерции, в том числе обучение по программе MBA.
- Школа музыки им. Шулиха (англ. Schulich School of Music, основана в 1920 году[20]), который состоит из Отделения спектакля (англ. Department of Performance), Отделения исследования музыки (англ. Department of Music Research), Центра междисциплинарных исследований в области музыкальных СМИ и технологий (англ. Centre for Interdisciplinary Research in Music Media and Technology), а также собственная консерватория (англ. McGill Conservatory of Music).
- Школа непрерывного образования (англ. School of Continuing Studies), предоставляет дополнительные навыки и образование, подтверждаемые сертификатами и дипломами. В числе преподаваемых дисциплин значатся бухгалтерия, предпринимательство, маркетинг, аналитика и др.

## Кампусы
Основной кампус Университета Макгилла в центре Монреаля (англ. Downtown Campus) занимает площадь 80 акров у подножия горы Мон-Руаяль и был основан на территории усадьбы Джеймса Макгилла. В основном кампусе располагается администрации и практически все факультеты и школы университета. Многие постройки соединены между собой системой подземных тоннелей.
Другой кампус Университета Макгилла — кампус Макдоналда (англ. Macdonald Campus) — был основан в 1907 году и занимает площадь 1 600 акров в городе Сент-Анн-де-Бельвю на западе острова Монреаль. Почти всю территорию этого кампуса занимают строения и территории факультета сельскохозяйственных и экологических наук. Кампус Макдоналда и основной кампус соединены рейсами частных автобусов, предоставляемых университетом.
Помимо двух учебных кампусов, Университет Макгилла владеет Заповедником Галта (англ. Gault Nature Reserve) площадью 2 470 акров. Кроме того, в ведении университета находится Исследовательский институт Беллерса на Барбадосе.

## Исследовательская деятельность
Университет Макгилла имеет репутацию лучшего высшего учебного заведения в Канаде для изучающих медицину. Это во многом обусловлено тем, что университет сотрудничает с 7 крупными госпиталями Канады, в числе которых есть Неврологический госпиталь Монреаля, Университет психического здоровья Дугласа и др., а также широкий выбор узких медицинских специальностей, преподаваемых в университете. Около 35 % всего преподавательского и исследовательского состава работают на факультете медицины.
Факультет искусств является самым крупным факультетом университета и обучает свыше 20 % всех студентов.

## Культурная и студенческая жизнь
Университет Макгилла является самым требовательным к поступающим высшим учебным заведением в Канаде. Помимо этого, студентами университета являются уроженцы свыше 150 стран мира, что делает студенческую жизнь крайне разнообразной с культурной точки зрения. В университете существует множество различных студенческих сообществ и кружков, посвящённых тематикам от спортивных и культурно-религиозных до танцевальных и политических.
Неподалёку от университета находится район Милтон-Парк, который получил прозвище «Гетто Макгилла» (англ. McGill Ghetto) в связи с большим количеством проживающих в нём студентов. В 2003 году университет выкупил отель «Ренессанс-Монреаль» неподалёку от основного кампуса и обустроил в нём студенческое общежитие.

## Известные выпускники, сотрудники, исследователи и профессора
Выпускнику и профессору Университета Макгила сэру Уильяму Ослеру принадлежат множественные открытия в области медицины, в том числе описание тромбоцитов в 1873 году, описание приступов бронхиальной астмы в 1892 году и др.
С 1898 года в Университете Макгилла работал будущий нобелевский лауреат и основоположник ядерной физики Эрнест Резерфорд, который вместе с химиком и сотрудником университета Фредериком Содди выдвинули и доказали в 1903 году революционную идею о преобразовании элементов в процессе радиоактивного распада. Имя Резерфорда носит дом физики университета (англ. Rutherford Physics Building). В 1908 году Резерфорд получил Нобелевскую премию по химии за описание закона радиоактивного распада, а в 1909 году доказал существование ядра в атоме, а в 1921 году Содди также получил Нобелевскую премию по химии за свой вклад в химию радиоактивных веществ и за исследование происхождения и природы изотопов.
С 1934 по 1976 год в университете преподавал известный нейрохирург Уайлдер Пенфилд, совершивший множество открытий в исследовании галлюцинации, иллюзий и эффекта дежавю.
В 1948 году Генеральная Ассамблея ООН единогласно приняла Всеобщую декларацию прав человека, которую составил выпускник Университета Макгилла и сотрудник ООН Джон Питерс Хамфри. С 1966 года Хамфри занимал должность профессора в своей альма-матер.
С 1950 года должность профессора нейропсихологии занимает одна из основателей нейропсихологии как науки Бренда Милнер.
С 1951 по 1981 год должность профессора английской литературы занимал известный писатель Хью Макленнан, имя которого ныне носит библиотека гуманитарных наук университета (англ. McLennan Library).
В 1957 году студент бакалавриата в Университете Макгилла, в будущем врач и учёный, Томас Чанг из подручных материалов изобрёл первую в мире искусственную клетку.
С 1961 по 1995 год в университете работал известный философ и критик идей либерализма Чарльз Тейлор.
В университете работает известный профессор менеджмента Генри Минцберг.

В 1969 году выпускник университета физик Уиллард Бойл совместно Джорджем Смитом изобрели оптические полупроводниковые сенсоры, которые используются во многих фотоаппаратах и по сей день, а в 2009 году они получили Нобелевскую премию по физике за своё изобретение.
- Марк Анжено — историк, социолог, литературовед, член Канадского королевского общества, лауреат премии Французской академии, премии Квебека
- Збигнев Бжезинский — американский политолог, социолог и государственный деятель
- Уи́ллард Бойл — лауреат Нобелевской премии по физике 2009 года
- Иммануил Валлерстайн — американский социолог и геополитик
- Вайра Вике-Фрейберга — президент Латвийской республики
- Отто Ган — лауреат Нобелевской премии по химии 1944 года
- Эдвард Дженкинс — английский сатирик, член парламента Великобритании
- Рузвельт («Рози») Бернард Дуглас — доминикский государственный деятель, премьер-министр Доминики (2000)
- Джозеф Кейтс — канадский инженер, создатель первой в мире игровой вычислительной машины и первой в мире автоматизированной системы дорожных сигналов
- Джеральд Аллан «Джерри» Коэн — политический философ, основоположник аналитического марксизма
- Чарльз Краутхаммер — журналист, лауреат Пулитцеровской премии за 1987 год
- Джеймс Крейтон[англ.] — составитель современных хоккейных правил
- Лев Левиев — российско-израильский предприниматель и инвестор, сооснователь крупнейшей российской социальной сети «ВКонтакте»
- Уилфрид Лорье — седьмой премьер-министр Канады
- Роберт Манделл — лауреат Нобелевской премии по экономике 1999 года
- Рудольф Маркус — лауреат Нобелевской премии по химии 1992 года
- Ахмед Назиф — египетский политик, премьер-министр Египта в 2004—2011 годах
- Джеймс Нейсмит — изобретатель баскетбола
- Жюли Пейетт, Давид Рис Уильямс и Роберт Брент Тёрск — канадские астронавты
- Джон О’Киф — американско-британский нейрофизиолог, лауреат Нобелевскую премию по физиологии и медицине 2014 года (в составе группы исследователей)
- Порфирио Рикардо Хосе Луис Даниэль Одубер Кирос — коста-риканский политик, президент Коста-Рики (1974—1978)
- Сэр Уильям Ослер — врач и учёный, сделавший множество открытий в медицине
- Эрнест Резерфорд — лауреат Нобелевской премии по химии 1908 года
- Моше Сафди — известный архитектор, сделавший множество проектов, известных во всем мире
- Филип Симан — канадский нейрофармаколог
- Фредерик Содди — лауреат Нобелевской премии по химии 1921 года
- Дейвид Солуэй — поэт, эссеист, лауреат многих национальных премий
- Вал Фитч — лауреат Нобелевской премии по физике 1980 года
- Хайди Холлинджер — фотограф и ведущая документальных телепрограмм
- Леонидас Хусакос — политик-консерватор, сенатор от Квебека и председатель Сената Канады, бизнесмен
- Дэвид Хантер Хьюбел — лауреат Нобелевской премии по физиологии и медицине 1981 года
- Эндрю Виктор Шалли — лауреат Нобелевской премии по физиологии и медицине 1977 года
- Уильям Шетнер — актёр, известный своей ролью капитана Джеймса Кирка в сериале «Стар Трек»
- Джейк Эбертс[англ.] — продюсер фильмов, удостоенных «Оскаров»: «Танцы с волками», «Ганди» и «Шофёр мисс Дэйзи»
- Джон Эббот — третий премьер-министр Канады